# George Parsons Trophy
Die George Parsons Trophy ist eine Auszeichnung der Canadian Hockey League. Sie wird seit 1974 jährlich an den sportlich fairsten Spieler des Memorial-Cup-Turniers vergeben. 
Die Auszeichnung wurde nach George Parsons, einem früheren Spieler der Ontario Hockey Association und National Hockey League, benannt, der seine Karriere 1939 im Alter von 25 Jahren wegen einer Augenverletzung beenden musste. 

## Gewinner
| Jahr | Spieler                        | Team                             |
| ---- | ------------------------------ | -------------------------------- |
| 2025 | Alex Mercier                   | Moncton Wildcats                 |
| 2024 | Denton Mateychuk               | Moose Jaw Warriors               |
| 2023 | Logan Stankoven                | Kamloops Blazers                 |
| 2022 | Logan Morrison                 | Hamilton Bulldogs                |
| 2021 | Memorial Cup nicht ausgetragen | Memorial Cup nicht ausgetragen   |
| 2020 | Memorial Cup nicht ausgetragen | Memorial Cup nicht ausgetragen   |
| 2019 | Nick Suzuki                    | Guelph Storm                     |
| 2018 | Adam Holwell                   | Acadie-Bathurst Titan            |
| 2017 | Anthony Cirelli                | Erie Otters                      |
| 2016 | Francis Perron                 | Rouyn-Noranda Huskies            |
| 2015 | Alexis Loiseau                 | Rimouski Océanic                 |
| 2014 | Curtis Lazar                   | Edmonton Oil Kings               |
| 2013 | Bo Horvat                      | London Knights                   |
| 2012 | Zack Phillips                  | Saint John Sea Dogs              |
| 2011 | Marc Cantin                    | Mississauga St. Michael’s Majors |
| 2010 | Toni Rajala                    | Brandon Wheat Kings              |
| 2009 | Yannick Riendeau               | Drummondville Voltigeurs         |
| 2008 | Matt Halischuk                 | Kitchener Rangers                |
| 2007 | Brennan Bosch                  | Medicine Hat Tigers              |
| 2006 | Jérôme Samson                  | Moncton Wildcats                 |
| 2005 | Marc-Antoine Pouliot           | Rimouski Océanic                 |
| 2004 | Josh Gorges                    | Kelowna Rockets                  |
| 2003 | Gregory Campbell               | Kitchener Rangers                |
| 2002 | Tomáš Plíhal                   | Kootenay Ice                     |
| 2001 | Brandon Reid                   | Val d’Or Foreurs                 |
| 2000 | Brandon Reid                   | Halifax Mooseheads               |
| 1999 | Brian Campbell                 | Ottawa 67’s                      |
| 1998 | Manny Malhotra                 | Guelph Storm                     |
| 1997 | Radoslav Suchý                 | Chicoutimi Saguenéens            |
| 1996 | Mike Williams                  | Peterborough Petes               |
| 1995 | Jarome Iginla                  | Kamloops Blazers                 |
| 1994 | Yanick Dubé                    | Laval Titan                      |
| 1993 | Jason Dawe                     | Peterborough Petes               |
| 1992 | Colin Miller                   | Sault Ste. Marie Greyhounds      |
| 1991 | Ray Whitney                    | Spokane Chiefs                   |
| 1990 | Jason Firth                    | Kitchener Rangers                |
| 1989 | Jamey Hicks                    | Peterborough Petes               |
| 1988 | Martin Gélinas                 | Hull Olympiques                  |
| 1987 | Scott McCrory                  | Oshawa Generals                  |
| 1986 | Kerry Huffman                  | Guelph Platers                   |
| 1985 | Tony Grenier                   | Prince Albert Raiders            |
| 1984 | Brian Wilks                    | Kitchener Rangers                |
| 1983 | David Gans                     | Oshawa Generals                  |
| 1982 | Brian Bellows                  | Kitchener Rangers                |
| 1981 | Mark Morrison                  | Victoria Cougars                 |
| 1980 | Dale Hawerchuk                 | Cornwall Royals                  |
| 1979 | Chris Halyk                    | Peterborough Petes               |
| 1978 | Mark Kirton                    | Peterborough Petes               |
| 1977 | Bobby Smith                    | Ottawa 67’s                      |
| 1976 | Richard Shinske                | New Westminster Bruins           |
| 1975 | John Smrke                     | Toronto Marlboros                |
| 1974 | Guy Chouinard                  | Québec Remparts                  |